# Појате
Појате је насеље у Србији у општини Ћићевац у Расинском округу. Према попису из 2022. има 755 становника (према попису из 2011. било је 846 становника).
Налази се поред ауто-пута Београд-Ниш. Село лежи на плодној равници, поред Јовановачке реке, на надморској висини од 141 метар.
На садашњој локацији село је основано почетком 19. века. Село Појате има око 1.100 становника, који се осим пољопривредом баве и другим делатностима у индустријској зони села или који раде у Ћићевцу, Крушевцу и Параћину. Село има основну школу са 4 разреда, дом културе и црква Светог Томе који се слави као сеоска слава, а која је завршена са изградњом 2010. године и освештена руком Српског Патријарха и поглавара Иринеја.
У Појату се налази и прва и једина приватна радио-станица на територији Општине Ћићевац, „ТОП Радио“, основана 2000. године, која свој програм емитује 24 часа дневно од 2010. године на фреквенцији 105.1 MHz.
Овде се налазе Запис орах код дома (Појате) и Запис храст код цркве (Појате).

## Демографија
У насељу Појате живи 794 пунолетна становника, а просечна старост становништва износи 41,4 година (39,9 код мушкараца и 42,7 код жена). У насељу има 295 домаћинстава, а просечан број чланова по домаћинству је 3,34.
Ово насеље је великим делом насељено Србима (према попису из 2002. године).
|  |

| Демографија | Демографија | Демографија |
| Година      | Становника  | Становника  |
| ----------- | ----------- | ----------- |
| 1948.       | 1.139       |             |
| 1953.       | 1.231       |             |
| 1961.       | 1.246       |             |
| 1971.       | 1.175       |             |
| 1981.       | 1.119       |             |
| 1991.       | 1.056       | 1.022       |
| 2002.       | 986         | 1.017       |
| 2011.       | 846         |             |
| 2022.       | 755         |             |

| Етнички састав према попису из 2002.‍ | Етнички састав према попису из 2002.‍ | Етнички састав према попису из 2002.‍ | Етнички састав према попису из 2002.‍ | Етнички састав према попису из 2002.‍ |
| ------------------------------------ | ------------------------------------ | ------------------------------------ | ------------------------------------ | ------------------------------------ |
|                                      |                                      |                                      |                                      |                                      |
| Срби                                 | Срби                                 |                                      | 912                                  | 92,49%                               |
| Роми                                 | Роми                                 |                                      | 38                                   | 3,85%                                |
| Хрвати                               | Хрвати                               |                                      | 2                                    | 0,20%                                |
| Црногорци                            | Црногорци                            |                                      | 1                                    | 0,10%                                |
| Словаци                              | Словаци                              |                                      | 1                                    | 0,10%                                |
| Муслимани                            | Муслимани                            |                                      | 1                                    | 0,10%                                |
| непознато                            | непознато                            |                                      | 31                                   | 3,14%                                |

| Година пописа     | 1948. | 1953. | 1961. | 1971. | 1981. | 1991. | 2002. |
| ----------------- | ----- | ----- | ----- | ----- | ----- | ----- | ----- |
| Број домаћинстава | 236   | 255   | 296   | 306   | 307   | 291   | 295   |

| Број чланова      | 1  | 2  | 3  | 4  | 5  | 6  | 7 | 8 | 9 | 10 и више | Просек |
| ----------------- | -- | -- | -- | -- | -- | -- | - | - | - | --------- | ------ |
| Број домаћинстава | 57 | 67 | 37 | 50 | 39 | 32 | 9 | 3 | 0 | 1         | 3,34   |

| Пол    | Укупно | Неожењен/Неудата | Ожењен/Удата | Удовац/Удовица | Разведен/Разведена | Непознато |
| ------ | ------ | ---------------- | ------------ | -------------- | ------------------ | --------- |
| Мушки  | 400    | 102              | 247          | 36             | 14                 | 1         |
| Женски | 433    | 67               | 256          | 92             | 16                 | 2         |
| УКУПНО | 833    | 169              | 503          | 128            | 30                 | 3         |

| Пол    | Укупно                    | Пољопривреда, лов и шумарство | Рибарство                            | Вађење руде и камена | Прерађивачка индустрија       |
| ------ | ------------------------- | ----------------------------- | ------------------------------------ | -------------------- | ----------------------------- |
| Мушки  | 179                       | 20                            | 0                                    | 1                    | 75                            |
| Женски | 100                       | 17                            | 0                                    | 0                    | 50                            |
| УКУПНО | 279                       | 37                            | 0                                    | 1                    | 125                           |
| Пол    | Производња и снабдевање   | Грађевинарство                | Трговина                             | Хотели и ресторани   | Саобраћај, складиштење и везе |
| Мушки  | 0                         | 18                            | 20                                   | 3                    | 10                            |
| Женски | 0                         | 0                             | 11                                   | 1                    | 2                             |
| УКУПНО | 0                         | 18                            | 31                                   | 4                    | 12                            |
| Пол    | Финансијско посредовање   | Некретнине                    | Државна управа и одбрана             | Образовање           | Здравствени и социјални рад   |
| Мушки  | 0                         | 1                             | 3                                    | 1                    | 1                             |
| Женски | 0                         | 2                             | 0                                    | 3                    | 3                             |
| УКУПНО | 0                         | 3                             | 3                                    | 4                    | 4                             |
| Пол    | Остале услужне активности | Приватна домаћинства          | Екстериторијалне организације и тела | Непознато            | Непознато                     |
| Мушки  | 0                         | 0                             | 0                                    | 26                   | 26                            |
| Женски | 0                         | 0                             | 0                                    | 11                   | 11                            |
| УКУПНО | 0                         | 0                             | 0                                    | 37                   | 37                            |